# Sy Maïmouna Ba
Pour les articles homonymes, voir Ba.
Sy Maïmouna Ba, née en mars 1948 à Macina et morte le 9 juin 2002 à Bamako, est une femme politique et économiste malienne. Elle a notamment été ministre du Développement rural et de l'Environnement en 1991 et ministre de l'Agriculture, de l'Élevage et de l'Environnement, de 1991 à 1992.

## Biographie
Sy Maïmouna Ba est diplômée de l'École nationale d'administration de Bamako, du Centre international de hautes études agronomiques méditerranéennes et de l'université de Montpellier. 
Elle est ministre du Développement rural et de l'Environnement du 5 avril au 16 juillet 1991 et ministre de l'Agriculture, de l'Élevage et de l'Environnement du 16 juillet 1991 au 14 mai 1992. Elle travaille ensuite au Bureau du Programme des Nations unies pour le développement de Bamako.